# Provan Hall

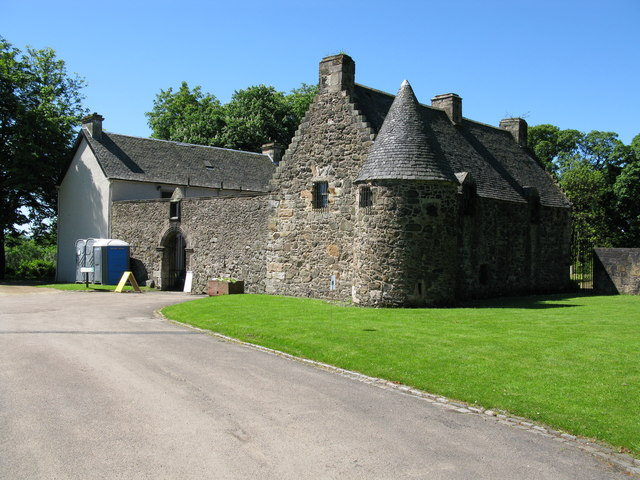
Provan Hall

Provan Hall ist ein Herrenhaus in der schottischen Stadt Glasgow. 1970 wurde das Bauwerk in die schottischen Denkmallisten in der höchsten Denkmalkategorie A aufgenommen.

## Geschichte
Provan Hall stammt aus dem späten 15. oder frühen 16. Jahrhundert. Der Präbendar von Balernock (siehe auch Provand’s Lordship) nutzte das Gebäude einst. Der Clan Hamilton erwarb die Ländereien im Jahre 1593. 1667 übernahm die Stadt Glasgow das Herrenhaus und ließ es im Folgejahr renovieren. Das Anwesen wurde 1729 parzelliert und Provan Hall 1767 an John Buchanan verkauft. Seine Nachkommen hielten Provan Hall bis zu seinem Übergang an den National Trust for Scotland im Jahre 1938. Restaurierungen wurden 1980 und 2005 vorgenommen.

## Beschreibung
Provan Hall steht im Auchinlea Park im nordöstlichen Glasgower Distrikt Easterhouse. Das Herrenhaus besteht aus zwei separaten Gebäuden, die über eine Blendmauer miteinander verbunden sind. Die verhältnismäßig schlichten Gebäude weisen verschiedene Details der Renaissance-Architektur auf. Das nördliche Gebäude ist mit Lukarnen gestaltet. Von der Nordostkante erhebt sich ein runder Turm mit Kegeldach.
Die Fassaden des zweistöckigen südlichen Gebäudes sind mit Harl verputzt. Es ist drei Achsen weit und wirkt deutlich jünger als das nördliche. Dies könnte jedoch auch eine Fehlannahme auf Grund des Putzes sein. Die Blendmauer ist mit einem rundbogigen Renaissance-Portal gestaltet. Eine Plakette weist das Baujahr 1647 aus und zeigt das Wappen des Clans Hamilton. Möglicherweise wurde die Mauer neu aufgebaut.